# Contea di Dubuque
La contea di Dubuque (in inglese Dubuque County) è una contea dello Stato dell'Iowa, negli Stati Uniti. La popolazione al censimento del 2000 era di 89 143 abitanti. Il capoluogo di contea è Dubuque.